# 휘플 지수
휘플 지수(Whipple's index)는 미국의 인구학자 조지 챈들러 휘플(1866–1924)이 제안한 연령 통계 오류 계산법이다. 인구 조사 등 설문조사에 응하는 응답자들은 가끔 모종의 이유로 실제 자신의 나이 대신 다른 숫자로 답하는 경우가 있다. 이는 문자를 몰라 자신의 나이를 모르거나, 나이를 올려 말해 연장자로서 대우받으려 하거나, 또는 나이를 내려 말해 젊어보이고자 하는 등 여러 이유에 의해서인데 이때 나이를 대충 0이나 5로 끝나는 숫자로 얼버무리는 경향(나이 반올림, age heaping)이 나타나게 된다. 휘플 지수는 나이 반올림 현상의 강도를 계산하여 인구 통계의 신뢰성을 측정하는 역할을 한다.

## 계산방식
지수는 23~62세 사이의 인구 중 자신의 나이가 0이나 5로 끝나는 숫자라고 응답한 사람 수를 전체 23~62세 사이의 인구 수로 나누어 백분율을 구한 후 5를 곱하여 산출된다. 각 연도에 사람이 태어날 확률이 평균적으로 같다면, 0이나 5로 끝나는 나이를 가진 사람의 비중은 20%가 되어야 하므로 이것을 5로 곱하면 100이 된다. 따라서 휘플 지수는 100(0이나 5로 끝나는 나이에 대한 특별한 선호가 없는 경우)에서 500(모든 사람이 0이나 5로 끝나는 나이로 응답한 경우)까지의 값을 가지게 된다.
유엔은 휘플 지수를 이용하여 나이 반올림 경향을 측정하는 기준을 다음과 같이 권고한다.
| 휘플 지수 | 데이터의 질 | 나이 반올림 없는 이상상태와의 편차 |
| --------- | ----------- | ---------------------------------- |
| < 105     | 매우 정확   | < 5%                               |
| 105–110   | 비교적 정확 | 5–9.99%                            |
| 110–125   | 괜찮음      | 10–24.99%                          |
| 125–175   | 나쁨        | 25–74.99%                          |
| > 175     | 매우 나쁨   | ≥ 75%                              |

## 한계
휘플 지수는 나이 반올림 경향을 계산하기 위해 흔히 쓰이는 방법이기는 하지만, 나이 반올림이 십진수의 특정 숫자에 대한 선호를 바탕으로 5~10년 주기로 일어난다고 가정을 하고 있기에 모든 문화권에 범용적 적용이 어렵다. 이는 0이나 5뿐만 아니라 모든 십진수 끝자리수에 대한 편향성을 측정할 수 있는 마이어 혼합지수(Myer's Blended Index) 같은 개량계산법에도 해당되는 문제이다.
가령 중국 한족들은 나이 반올림이 12년 주기로 일어나는데, 이는 나이를 십이간지로 표현하기 때문이다. 따라서 나이 반올림은 0이나 5로 끝나는 숫자 대신 용띠 등 사회적으로 선호되는 특정 간지로 몰리는 경향으로 나타난다. 또한 용띠나 황금돼지띠 등 특정 선호 간지에 맞춰 실제로 출산율도 증가하기 때문에 해당 간지의 인구가 높게 나오는 것이 어느 정도까지 나이 반올림 현상의 영향인지 구별도 불명확하다. 이런 경우 휘플 지수는 나이 반올림 경향 측정을 위한 좋은 도구가 아니다.